# تورگود مارشال
تورگود مارشال (به انگلیسی: Thurgood Marshall) (زاده مریلند ۱۹۰۸-درگذشته ۱۹۹۳) وکیل آمریکایی و از مبارزان جنبش حقوق مدنی در آمریکا بود و اولین سیاهپوستی بود که عضو دادگاه عالی ایالات متحده شد.
مارشال در بالتیمور، مریلند به دنیا آمد. در سال ۱۹۳۳ از دانشگاه هاوارد فارغ‌التحصیل شد. او صندوق دفاع حقوقی و آموزشی NAACP را تأسیس کرد.
مارشال در زمینه عدم تفکیک نژادی در آموزش عمومی بسیار فعالیت کرد و در برابر دادگاه استدلال کرد که این تفکیک نژادی، نقض قانون حفاظت برابر است.